# Timoprazole
Timoprazole nằm trong nhóm thuốc gọi là thuốc ức chế bơm proton (PPI) có tác dụng ức chế bài tiết axit dạ dày. Mặc dù nó chưa bao giờ xuất hiện trên thị trường, nhưng nó đã được nghiên cứu sớm và được coi là "bộ khung" của lớp PPI đã thành công. Thuốc này có hoạt tính chống bài tiết cao, gây hứng thú cùng với cấu trúc đơn giản của nó.